# Речицкий, Леонид Антонович
Леонид Антонович Речицкий (род. 2 марта 1942, Канаш) — советский и российский журналист и педагог. Один из основоположников Союза журналистов России.

## Биография
Леонид Речицкий родился 2 марта 1942 года в городе Канаш Чувашской АССР (сейчас Чувашия), где его семья находилась в эвакуации во время Великой Отечественной войны.

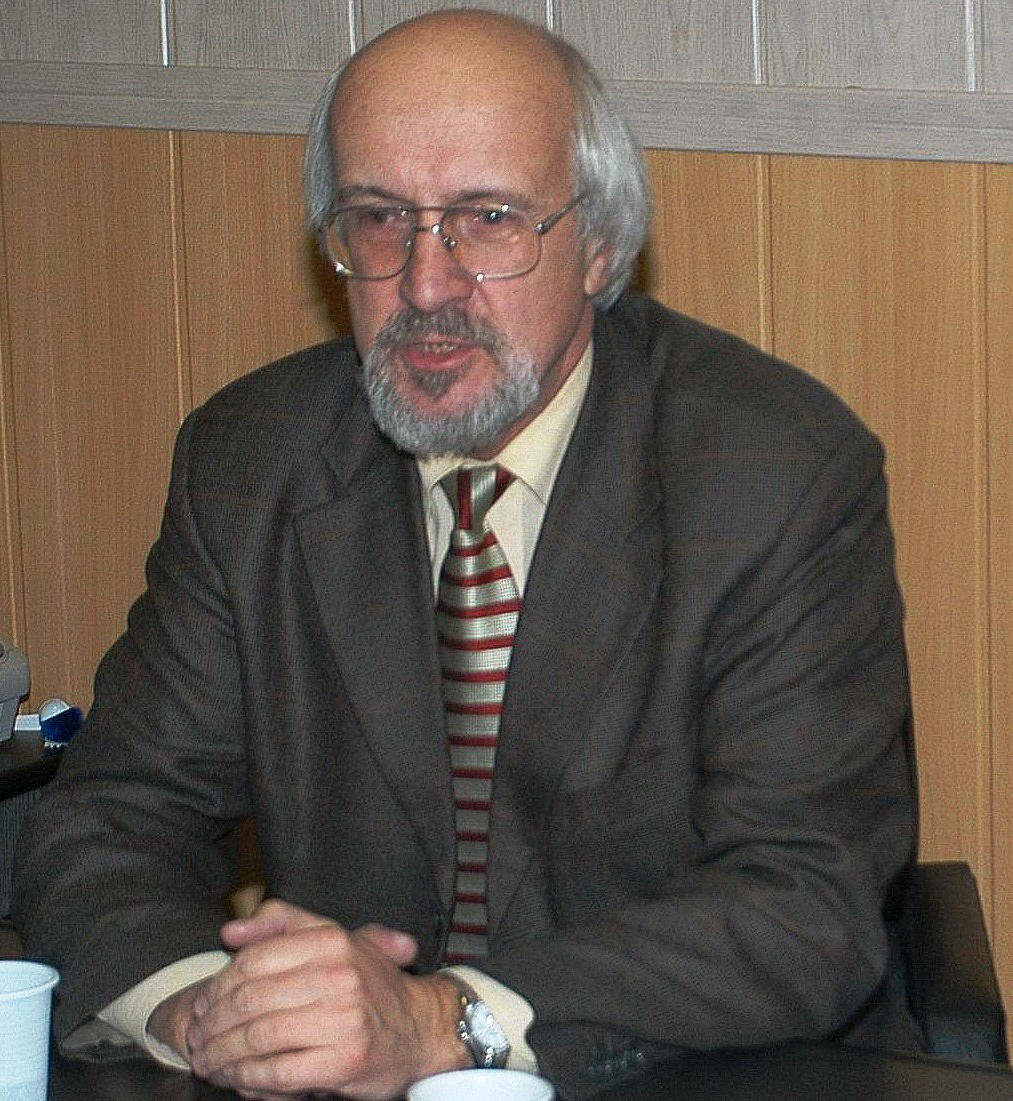

В 1943 году вместе с родственниками вернулся в Курск. В 1959 году окончил здесь среднюю школу.
Ещё старшеклассником написал первые заметки для местной газеты. Впоследствии работал литературным сотрудником курской областной молодёжной газеты «Молодая гвардия», корреспондентом областного радио.
В 1966 году поступил на факультет журналистики Московского государственного университета имени М. В. Ломоносова. Тогда же вступил в Союз журналистов СССР.
После окончания МГУ в 1971 году работал заместителем ответственного секретаря областной газеты «Курская правда».
В 1973 году переехал в Московскую область, стал заместителем главного редактора балашихинской районной газеты «Знамя коммунизма». Впоследствии в течение десяти лет был её главным редактором. За этот период издание сумело нарастить тираж и повысить уровень материалов.
Занимался исследованием работы журналистов районных газет, их взаимоотношений с властями, публиковал посвящённые этой теме статьи в центральных, местных и научных изданиях. В 1985 году стал кандидатом исторических наук, защитив в МГУ диссертацию, посвящённую изучению роли районной прессы.
Впоследствии руководил Управлением периодических изданий Госкомиздата РСФСР, заместителем начальника и начальником отдела Главного управления периодической печати Госкомпечати СССР.
В 1990 году вместе с Владимиром Пучковым возглавил Московскую областную организацию Союза журналистов СССР, сумев его сохранить в переломный период. Оставался на этой должности до 1997 года.
Был одним из инициаторов создания Союза журналистов РСФСР внутри Союза журналистов СССР. В 1990 году был членом оргкомитета по созыву его учредительного съезда, избирался делегатом 1-11-го съездов республиканского Союза. 
В 1998 году был избран генеральным секретарём профсоюза журналистов России. С 1990 по апрель 2013 года занимал пост секретаря Союза журналистов России (до 1997 года — на общественных началах).
В 2004 году стал заведующим кафедрой печати и новых медиа Академии медиаиндустрии.
В 2013 году возглавил Московскую городскую организацию Союза журналистов России.
Работает заместителем главного редактора научно-практического журнала «Журналист. Социальные коммуникации».
Был депутатом Балашихинского городского Совета народных депутатов.